# Ready Steady Bang
Ready Steady Bang est un jeu vidéo d'action développé et édité par Chambers Judd et Ed Barrett, sorti en 2011 sur iOS et Android.

## Système de jeu
Ready Steady Bang est un jeu de duel de cow-boys dans lequel le joueur doit dégainer plus vite que son adversaire. Le jeu permet d'affronter en solo dix cow-boys de plus en plus forts ou un autre joueur en local sur le même appareil. Il y a 31 animations de morts cartoon à débloquer dans une galerie.

## Accueil
- Kill Screen : « It's a blast »[1]

## Suite
Ready Steady Play est la suite du jeu développée et éditée par Hover Studio Limited, sortie en 2014 sur iOS et Android.
Le jeu compile trois mini-jeux à la sortie : deux de rapidité et un jeu de type runner (le personnage court automatiquement et le joueur doit appuyer au bon moment pour sauter au-dessus des obstacles). Des mises à jour en ajoutent deux : l'un où il faut attraper du bétail et un mini-jeu de rythme.
Cette suite reçoit 6/10 dans Canard PC.